# Voralpenmarathon

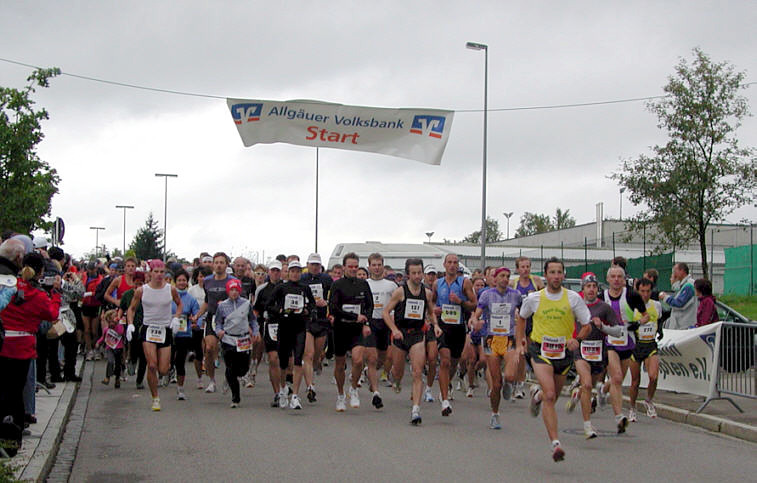
Start beim Voralpen-Marathon 2005

Der Voralpenmarathon in Kempten war ein Marathon, der von 2003 bis 2013 im September stattfand. Die anspruchsvolle und hügelige Strecke führte durch die typische Voralpenlandschaft des Allgäus.
Bis 2005 betrug die Streckenlänge 42,2 km, und ±1300 Höhenmeter waren zu überwinden. 2006 wurde die Strecke wegen der Ausrichtung der Deutschen Meisterschaft im Cross- und Landschaftslauf der Deutschen Ultramarathon-Vereinigung auf 45,3 km Gesamtlaufstrecke mit 1400 Höhenmetern verlängert. Aufgrund der positiven Resonanz wird diese Strecke beibehalten, womit der Voralpenmarathon nun strenggenommen ein Ultramarathon ist.
Neben der 45,3-km-Strecke wurden ein 2/3-Marathon, ein Staffel-Marathon und Walking-Veranstaltungen angeboten.

## Streckenverlauf

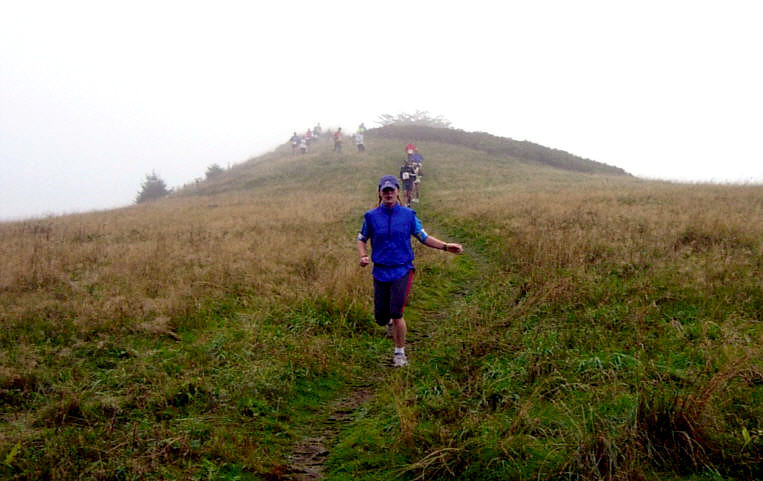
Auf dem Höhenrücken des Blender beim Voralpen-Marathon 2005

Die Strecke des Voralpen-Marathons startete in Kempten. Auf hügeliger Strecke erreichten die Läufer Wiggensbach. Dahinter erfolgte mit der Besteigung des Blender der schwierigste Anstieg der Strecke. Danach lief man durch Eschach und am schönen Eschacher Weiher vorbei. Nun ging es auf einem Höhengrat bis zur Wende am Wenger Egg und dann auf einem gewellten Kurs etwas unterhalb und südlich des Hinwegs zum Eschacher Weiher zurück. Von dort aus ging es über Buchenberg und dem Mariaberg, wo noch einmal ein steiler Anstieg auf den letzten Kilometern folgte, zurück zum Start in Kempten.

## Statistiken

### Siegerliste
| Jahr | Männer              | Zeit     | Frauen                | Zeit     |
| ---- | ------------------- | -------- | --------------------- | -------- |
| 2013 | Helmut Schiessl     | 03:45:59 | Silke Pfenningschmidt | 04:09:26 |
| 2009 | Thomas Geisenberger | 03:06:00 | Melanie Henscheid     | 03:54:37 |
| 2008 | Tobias Brack        | 3:05:52  | Gerti Ott             | 3:48:49  |
| 2007 | Matthias Dippacher  | 3:08:07  | Sabine Kraus          | 3:46:58  |
| 2006 | Sascha Velten       | 3:13:08  | Anneliese Weber       | 3:49:14  |

bis 2005 über 42,2 km
| Jahr | Männer             | Zeit    | Frauen          | Zeit    |
| ---- | ------------------ | ------- | --------------- | ------- |
| 2005 | Matthias Dippacher | 2:56:10 | Anneliese Weber | 3:26:12 |
| 2004 | Thomas Miksch      | 2:58:29 | Anneliese Weber | 3:36:00 |
| 2003 | Michael Lingg      | 2:56:13 | Elke Hiebl      | 3:22:43 |

## Streckenrekorde

### Voralpenmarathon 45,3 km
Frauen: Sabine Kraus 2007 in 3:46:58
Männer: Matthias Dippacher 2007 in 3:08:07

### Voralpenmarathon 42,2 km
Nur 2003 bis 2005 ausgetragen
Frauen: Elke Hiebel 2003 in 3:22:43
Männer: Matthias Dippacher 2005 in 2:56:10

## Letzte Veranstaltung
Der letzte Lauf fand 2013 statt. Der Veranstalter gab am 2. Dezember 2013 bekannt, keine weiteren Veranstaltungen des Voralpenmarathons zu planen. Gründe wurden keine benannt.